# Orthobula chayuensis
Espèce
Orthobula chayuensis est une espèce d'araignées aranéomorphes de la famille des Trachelidae.

## Distribution
Cette espèce est endémique du Tibet en Chine,. Elle se rencontre dans le xian de Zayü.

## Description
Les mâles mesurent de 2,09 à 2,35 mm et les femelles de 2,65 à 3,06 mm.

## Étymologie
Son nom d'espèce, composé de chayu et du suffixe latin -ensis, « qui vit dans, qui habite », lui a été donné en référence au lieu de sa découverte, le xian de Zayü.

## Publication originale
- Yang, Song & Zhu, 2003 : Two new species of spider of the genus Orthobula from Tibet, China (Araneae: Liocranidae). Journal of Baoding Teachers College, vol. 16, no 2, p. 21-23.